# Chambre des députés (France)
 (novembre 2021).
Si vous disposez d'ouvrages ou d'articles de référence ou si vous connaissez des sites web de qualité traitant du thème abordé ici, merci de compléter l'article en donnant les références utiles à sa vérifiabilité et en les liant à la section « Notes et références ».

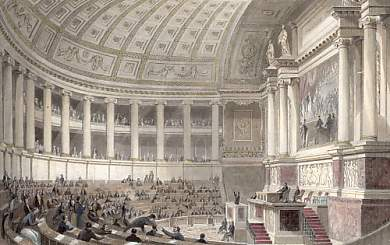
L'hémicycle de la Chambre des députés au palais Bourbon en 1841.

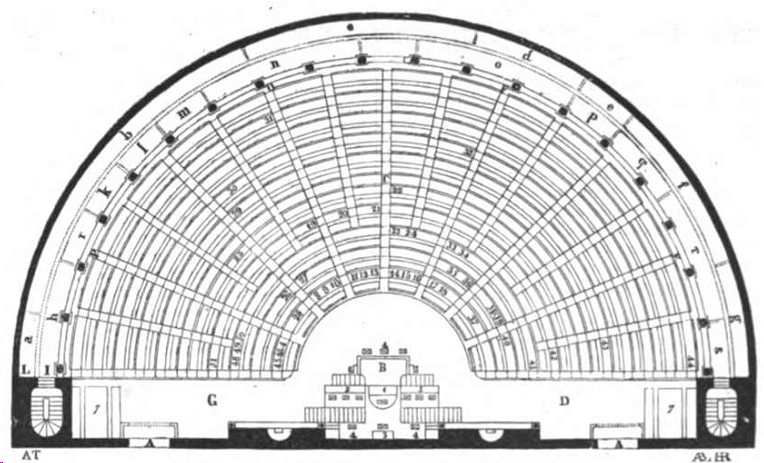
Plan des étages de la salle de la Chambre des députés.

La Chambre des députés est un organe parlementaire en France aux XIXe et XXe siècles :
- de 1814 à 1848 pendant la Restauration des Bourbons et la monarchie de Juillet, la Chambre des députés était la chambre basse du Parlement français, élue au suffrage censitaire ;
- de 1875 à 1940 pendant la Troisième République française, la Chambre des députés était l'assemblée législative du Parlement français, élue au suffrage universel. Une fois réuni avec le Sénat à Versailles, le Parlement français était appelé Assemblée nationale et procédait à l'élection du président de la République française.

## Durant la Restauration des Bourbons
Créée par la Charte de 1814 et remplaçant le Corps législatif qui existait sous le Premier Empire, la Chambre des députés était composée d'individus élus au suffrage censitaire. Son rôle était de discuter les lois et, surtout, de voter les impôts et taxes. Selon la Charte, les députés étaient élus pour cinq ans, avec un cinquième renouvelé chaque année. Les députés devaient avoir 40 ans et payer 1 000 francs de contributions directes.
Les ministres du gouvernement pouvaient être choisis parmi les députés, ce qui avait pour conséquence de donner au gouvernement de la Restauration une forme parlementaire et libérale légère, quoique mineure.
Lors de la période des Cent Jours de Napoléon Ier en 1815, aux termes de l'Acte additionnel aux Constitutions de l'Empire, la Chambre des députés est brièvement remplacée par une Chambre des représentants. Cet organe est dissous lors de l'entrée des troupes de la coalition dans Paris le 7 juillet.
Pour la période 1815-1816, la chambre majoritairement royaliste était appelée la « Chambre introuvable ».

## Durant la monarchie de Juillet

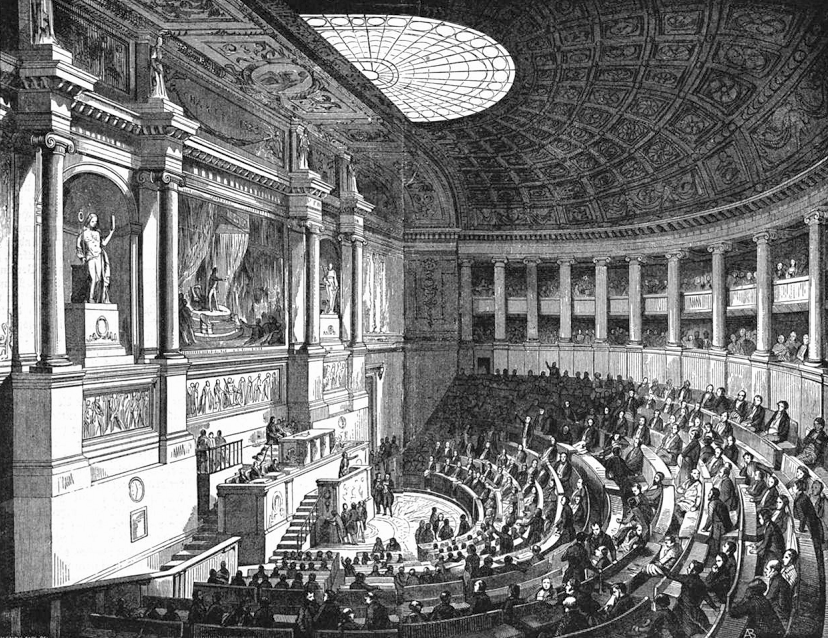
Salle de conférence de la Chambre des députés, en 1843.

La Chambre des députés est élue au suffrage censitaire selon la Charte de 1830. La vie politique de la monarchie de Juillet est définie par la division au sein de la Chambre des députés entre le mouvement progressiste (considérant la Charte comme un point de départ) et l'aile conservatrice (qui refuse toute modification ultérieures). Bien que les deux partis aient échangé le pouvoir dans les premières étapes, en 1840, les conservateurs autour de François Guizot avaient pris le contrôle du pouvoir.
À partir de 1830, les députés sont élus pour cinq ans. Ils devaient avoir 30 ans et payer 500 francs de cotisations directes[réf. nécessaire].
Le roi convoquait la chambre chaque année ; il avait le pouvoir de prolonger la session parlementaire ou de dissoudre la chambre, bien que dans ce dernier cas il soit tenu de convoquer une nouvelle chambre dans les trois mois. En 1852, la Chambre des députés reprend le nom de Corps législatif.